# 聖但尼門
聖但尼門（Porte Saint-Denis）是一座法國凱旋門，位於巴黎第十區聖但尼郊區街附近。聖但尼門原址是查理五世城牆城門之一，它曾是巴黎的防禦工事。距聖但尼門最近的車站是斯特拉斯堡-聖但尼站。

## 歷史
聖但尼門是由建築師弗朗索瓦·布隆代爾（François Blondel）設計。路易十四命令雕塑家安吉耶兄弟於1674雕出聖但尼門上的凱旋門雕像，以紀念路易十四在萊茵河及弗朗什-孔泰勝利。
聖但尼門建於1672年，它取代查理五世在14世紀所建造的城門。
聖但尼門是布隆代爾最有影響力建築。它在1988年整修。